# Rio Cosiac
O Rio Cosiac é um rio da Romênia, afluente do Milova, localizado no distrito de Arad.